# Ahuacachahue
Ahuacachahue es una localidad del estado mexicano de Guerrero. Es parte del municipio de Ñuu Savi.

## Toponimia
El nombre «Ahuacachahue» proviene de los términos en náhuatl: ahuacatl, aguacate; chiahuitle, pulgón; hue, locativo. Su significado es «lugar de los pulgones del aguacate».

## Demografía
| Gráfica de evolución demográfica |
|                                  |

| Censo | Población |
| ----- | --------- |
| 1900  | 250       |
| 1910  | 257       |
| 1921  | 223       |
| 1930  | 113       |
| 1940  | 401       |
| 1950  | 322       |
| 1960  | 548       |
| 1970  | 719       |
| 1980  | 828       |
| 1990  | 1 113     |
| 2000  | 1 317     |
| 2010  | 1 313     |
| 2020  | 1 505     |